# Graziella Moreno Graupera
Graziella Moreno Graupera (Barcelona, 23 de diciembre de 1965) es una jueza y escritora española especializada en novela negra.

## Trayectoria
Se licenció en Derecho por la Universidad de Barcelona. Recién terminada la carrera realizó diversos trabajos, como azafata de congresos, vendiendo libros a domicilio, cuidadora de niños en un colegio, hasta que fue contratada para dar clase en una academia para preparar oposiciones a funcionarios de distintas áreas. En 1991 entró a trabajar en la Administración de Justicia prestando servicio en juzgados de instrucción y de lo social.  En 2002 ingresó en la carrera judicial por el turno libre. Ejerció en los juzgados de Gavà, Amposta y Martorell y desde 2010 ocupa la plaza de magistrada del juzgado Penal número 6 de Barcelona.
En el aspecto literario sintió inclinación a la escritura muy pronto; quiso estudiar Periodismo, pero terminó en Derecho. De pequeña ya escribió algunos cuentos e incluso intentó alguna novela policíaca, pero le faltaba experiencia de vida para terminarlas, algo que consiguió en el ejercicio de su carrera profesional.
En el 2015 publicó su primera novela Juegos de maldad, a la que siguieron otras, casi una por año. Ha participado también en antologías de relatos y participa en medios digitales, entre ellos Crónica Global.
En 2019 obtuvo el premio de la Fundación QSD-Global y del festival Cubelles Noir 2019. En 2020 su novela El salto de la araña obtuvo el premio Letras del Mediterráneo otorgado por la Diputación de Castellón a la mejor novela negra.

## Vida personal
Está casada y tiene dos hijos.

## Obra
- 2015 . Juegos de maldad, ed. Grijalbo;
- 2016. El bosque de los inocentes, ed. Grijalbo;
- 2017. Flor seca, ed. Alrevés;
- 2018. Querida Elsa, ed.  Black and noir;
- 2019. Invisibles, ed. Alrevés;
- 2020. El salto de la araña, ed. Alrevés.
- 2022 Los animales de ciudad no lloran, Alianza editorial.

## Reconocimientos
- 2019. Premio de la Fundación QSD-Global
- 2019. Premio Festival Cubelles Noir.
- 2020. Premio Letras del Mediterráneo a la mejor novela negra por El salto de la araña.